# Magnus Fermin
Erik Magnus Fermin, född 6 maj 1962, är en svensk musiker, musikproducent och kompositör, numera mest verksam som mediaproducent och grafisk formgivare.
Till hans mest kända verk hör "Musikalen Ringo" från 1986 (komponerad tillsammans med Göran Arnberg) samt Grammisbelönade albumet "Vi ÄR Cowboybengts" (också tillsammans med Göran Arnberg).